# Řemenatka ptačí
Řemenatka ptačí (Ligula intestinalis) je tasemnice řazená mezi štěrbinovky (Pseudophyllidea). Ve svém tříhostitelském životním cyklu postupně vystřídá dva mezihostitele a jednoho definitivního. Vyskytuje se především v Evropě a Severní Americe, ale byla popsána i z Austrálie a Nového Zélandu.

## Cyklus
První stadium (procerkoid) se vyvíjí v prvním mezihostiteli, jímž je drobný vodní korýš buchanka. Po pozření buchanky rybou se v břišní dutině ryb vyvíjí druhé stadium, známý plerocerkoid velkých rozměrů. Dokáží ovlivňovat chování ryb, zejména jejich pohyblivost a plodnost, aby byly ryby snadnějším cílem definitivního hostitele, nějakého rybožravého ptáka.
Z ryb může jako druhý mezihostitel sloužit asi 70 druhů ryb, zejména kaprovití (Cyprinidae), pakaprovcovití (Catostomidae) a okounovití (Percidae). Jako definitivní hostitel se obvykle uplatňuje nějaká volavka, kachna, pelikán, racek, rybák a podobně.